# Oflag VIII C Juliusburg
Oflag VIII C Juliusburg – niemiecki obóz jeniecki dla oficerów (oflag) działający w latach 1940–1942 w miejscowości Dobroszyce (niem. Juliusburg).

## Historia
Obóz został założony 20 maja 1940 roku, podlegał dowództwu VIII Okręgu Wojskowego. Obóz utworzono w budynkach sierocińca Amalienstift, zajął on 2/3 całego obiektu, w reszcie budynków nadal działał sierociniec. Wokół budynku wzniesiono zasieki z drutu kolczastego oraz wieże strażnicze. 
Na przełomie września i października w obozie osadzonych było 379 belgijskich oficerów, 77 ich ordynansów oraz 17 oficerów i ordynansów pochodzących z Francji, od 1940 do lipca 1941 roku w obozie przebywało także 66–68 oficerów holenderskich. W całym okresie funkcjonowania obozu liczba belgijskich więźniów dosięgała czasem około 600. Podczas funkcjonowania obozu doszło do kilku ucieczek dokonanych przez holenderskich jeńców. W obozie jeńcy organizowali zawody sportowe, uprawiano m.in. siatkówkę, tenisa oraz balle pelote.
Obóz został zlikwidowany 4 września 1942 roku, jego więźniowie zostali przeniesieni do Oflagu X D w Hamburgu oraz Oflagu II A w Prenzlau.